# De Graff (Minnesota)
De Graff è un comune degli Stati Uniti d'America, situato nello Stato del Minnesota, nella Contea di Swift.